# Play In Challenger Lille 2024 - Doppio
Il doppio del torneo di tennis professionistico Play In Challenger Lille 2024, facente parte della categoria Challenger 100 nell'ambito dell'ATP Challenger Tour 2024, si è giocato dal 26 febbraio al 3 marzo a Lille, in Francia. Tra le coppie partecipanti erano assenti Max Purcell e Jason Taylor, i detentori del titolo.
In finale Christian Harrison e Marcus Willis hanno sconfitto Titouan Droguet e Giovanni Mpetshi Perricard con il punteggio di 7–6(6), 6–3.

## Teste di serie
1. Constantin Frantzen /  Hendrik Jebens (quarti di finale)
2. Jonathan Eysseric /  Albano Olivetti (quarti di finale)

1. Manuel Guinard /  Grégoire Jacq (primo turno)
2. Ivan Liutarevich /  Vladyslav Manafov (semifinale)

## Wildcard
1. Radoslav Shandarov /  Vasil Shandarov (primo turno)

1. Robin Bertrand /  Cyril Vandermeersch (primo turno)

## Alternate
1. Gijs Brouwer /  Beibit Zhukayev (quarti di finale)

## Tabellone

### Legenda
| - Q = Qualificato - WC = Wild card - LL = Lucky loser | - ALT = Alternate - SE = Special Exempt - PR = Protected Ranking | - w/o = Walkover - r = Ritirato - d = Squalificato |

|  | Primo turno | Primo turno                   | Primo turno                | Primo turno         | Primo turno |  |  | Quarti di finale | Quarti di finale              | Quarti di finale              | Quarti di finale        | Quarti di finale        |    |   | Semifinali | Semifinali                                 | Semifinali                                 | Semifinali                       | Semifinali                       |    |   | Finale | Finale | Finale | Finale | Finale |  |
|  |             |                               |                            |                     |             |  |  |                  |                               |                               |                         |                         |    |   |            |                                            |                                            |                                  |                                  |    |   |        |        |        |        |        |  |
|  | 1           | C Frantzen H Jebens           | C Frantzen H Jebens        | 7                   | 7           |  |  |                  |                               |                               |                         |                         |    |   |            |                                            |                                            |                                  |                                  |    |   |        |        |        |        |        |  |
|  |             | G Goldhoff L Johnson          | G Goldhoff L Johnson       | 5                   | 5           |  |  | 1                | C Frantzen H Jebens           | C Frantzen H Jebens           | 63                      | 4                       |    |   |            |                                            |                                            |                                  |                                  |    |   |        |        |        |        |        |  |
|  |             | L Harris S Walków             | 6                          | 63                  | [9]         |  |  |                  | T Droguet G Mpetshi Perricard | T Droguet G Mpetshi Perricard | 7                       | 6                       |    |   |            |                                            |                                            |                                  |                                  |    |   |        |        |        |        |        |  |
|  |             | T Droguet G Mpetshi Perricard | 4                          | 7                   | [11]        |  |  |                  |                               |                               |                         |                         |    |   |            | T Droguet G Mpetshi Perricard              | T Droguet G Mpetshi Perricard              | 7                                | 6                                |    |   |        |        |        |        |        |  |
|  | 4           | I Liutarevich V Manafov       | I Liutarevich V Manafov    | 6                   | 6           |  |  |                  |                               | 4                             | I Liutarevich V Manafov | I Liutarevich V Manafov | 64 | 3 |            |                                            |                                            |                                  |                                  |    |   |        |        |        |        |        |  |
|  | WC          | R Shandarov V Shandarov       | R Shandarov V Shandarov    | 1                   | 4           |  |  | 4                | I Liutarevich V Manafov       | I Liutarevich V Manafov       | 7                       | 6                       |    |   |            |                                            |                                            |                                  |                                  |    |   |        |        |        |        |        |  |
|  | WC          | R Bertrand C Vandermeersch    | R Bertrand C Vandermeersch | 4                   | 5           |  |  | Alt              | G Brouwer B Zhukayev          | G Brouwer B Zhukayev          | 64                      | 4                       |    |   |            |                                            |                                            |                                  |                                  |    |   |        |        |        |        |        |  |
|  | Alt         | G Brouwer B Zhukayev          | G Brouwer B Zhukayev       | 6                   | 7           |  |  |                  |                               |                               |                         |                         |    |   |            | Titouan Droguet Giovanni Mpetshi Perricard | Titouan Droguet Giovanni Mpetshi Perricard | 6                                | 3                                |    |   |        |        |        |        |        |  |
|  |             | C Harrison M Willis           | 6                          | 65                  | [10]        |  |  |                  |                               |                               |                         |                         |    |   |            |                                            |                                            | Christian Harrison Marcus Willis | Christian Harrison Marcus Willis | 78 | 6 |        |        |        |        |        |  |
|  |             | F Bergevi M Veldheer          | 4                          | 7                   | [8]         |  |  |                  | C Harrison M Willis           | 6                             | 3                       | [13]                    |    |   |            |                                            |                                            |                                  |                                  |    |   |        |        |        |        |        |  |
|  |             | M Geerts P Niklas-Salminen    | 6                          | 2                   | [10]        |  |  |                  | M Geerts P Niklas-Salminen    | 3                             | 6                       | [11]                    |    |   |            |                                            |                                            |                                  |                                  |    |   |        |        |        |        |        |  |
|  | 3           | M Guinard G Jacq              | 3                          | 6                   | [4]         |  |  |                  |                               |                               |                         |                         |    |   |            | C Harrison M Willis                        | C Harrison M Willis                        | 6                                | 6                                |    |   |        |        |        |        |        |  |
|  |             | A Escoffier J Paris           | A Escoffier J Paris        | A Escoffier J Paris | w/o         |  |  |                  |                               |                               | A Escoffier J Paris     | A Escoffier J Paris     | 2  | 2 |            |                                            |                                            |                                  |                                  |    |   |        |        |        |        |        |  |
|  |             | R Albot N Schell              | R Albot N Schell           | R Albot N Schell    |             |  |  |                  | A Escoffier J Paris           | A Escoffier J Paris           | 79                      | 6                       |    |   |            |                                            |                                            |                                  |                                  |    |   |        |        |        |        |        |  |
|  |             | J-s Nam S Shimabukuro         | J-s Nam S Shimabukuro      | 4                   | 6           |  |  | 2                | J Eysseric A Olivetti         | J Eysseric A Olivetti         | 67                      | 3                       |    |   |            |                                            |                                            |                                  |                                  |    |   |        |        |        |        |        |  |
|  | 2           | J Eysseric A Olivetti         | J Eysseric A Olivetti      | 6                   | 78          |  |  |                  |                               |                               |                         |                         |    |   |            |                                            |                                            |                                  |                                  |    |   |        |        |        |        |        |  |